# Храм Покрова Пресвятой Богородицы (Ижевск)
Храм Покрова Пресвятой Богородицы (Покровская церковь) — старообрядческий православный храм в Ижевске. Относится к Казанско-Вятской епархии Русской православной старообрядческой церкви. Первоначально располагался на углу Троицкой и Девятой улиц, после разрушения перестроен на улице 10 лет Октября. Архитектором первого храма был Иван Чарушин.

## История

Поднятие креста на Покровской церкви, 6 июня 1910 года

Официальная старообрядческая община в Ижевске была официально зарегистрирована в 1907 году. Храм строился на пожертвования ижевчан-старообрядцев, среди которых преобладали представители Белокриницкой иерархии. 17 мая 1909 года старообрядцы провели крестный ход от дома И. З. Леушина по улице Куренной к месту закладки храма. 6 июня 1910 года старообрядцы провели крестный ход по улице Троицкой в честь поднятия креста на первой старообрядческой церкви Ижевска. Освящение Покровского храма на улице Троицкой состоялось 5 сентября 1910 года.
В 1935 году прошли несколько заседаний комиссии по рассмотрению вопроса о закрытии церкви. Формальной причиной для сноса стало недопустимое расстояние в 1 метр от спроектированного 56-квартирного жилого дома. Постановление ЦИК Удмуртской АССР о закрытии церкви было выпущено 4 апреля 1935 года. В 1937 (по другим данным — в 1936) году храм был разрушен. После разрушения храма старообрядцы собирались для богослужений в разных местах.
В 1997 году храм был воссоздан на новом месте на улице 10 лет Октября. Освящение состоялось 16 мая 1998 года под руководством митрополита Алимпия.
Одна из остановок ижевского трамвая, находящаяся в непосредственной близости от нового храма, названа «Покровская церковь».

## Галерея

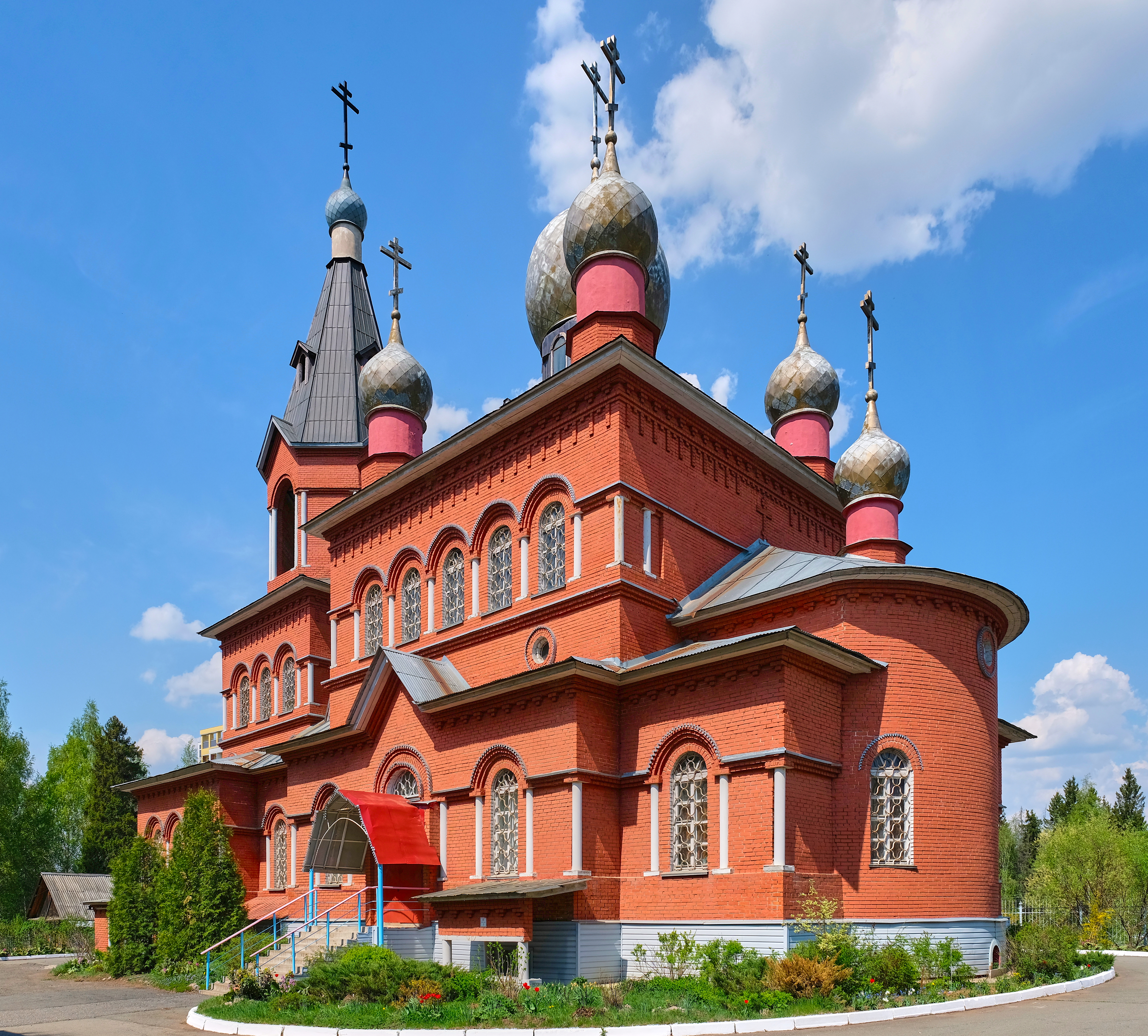
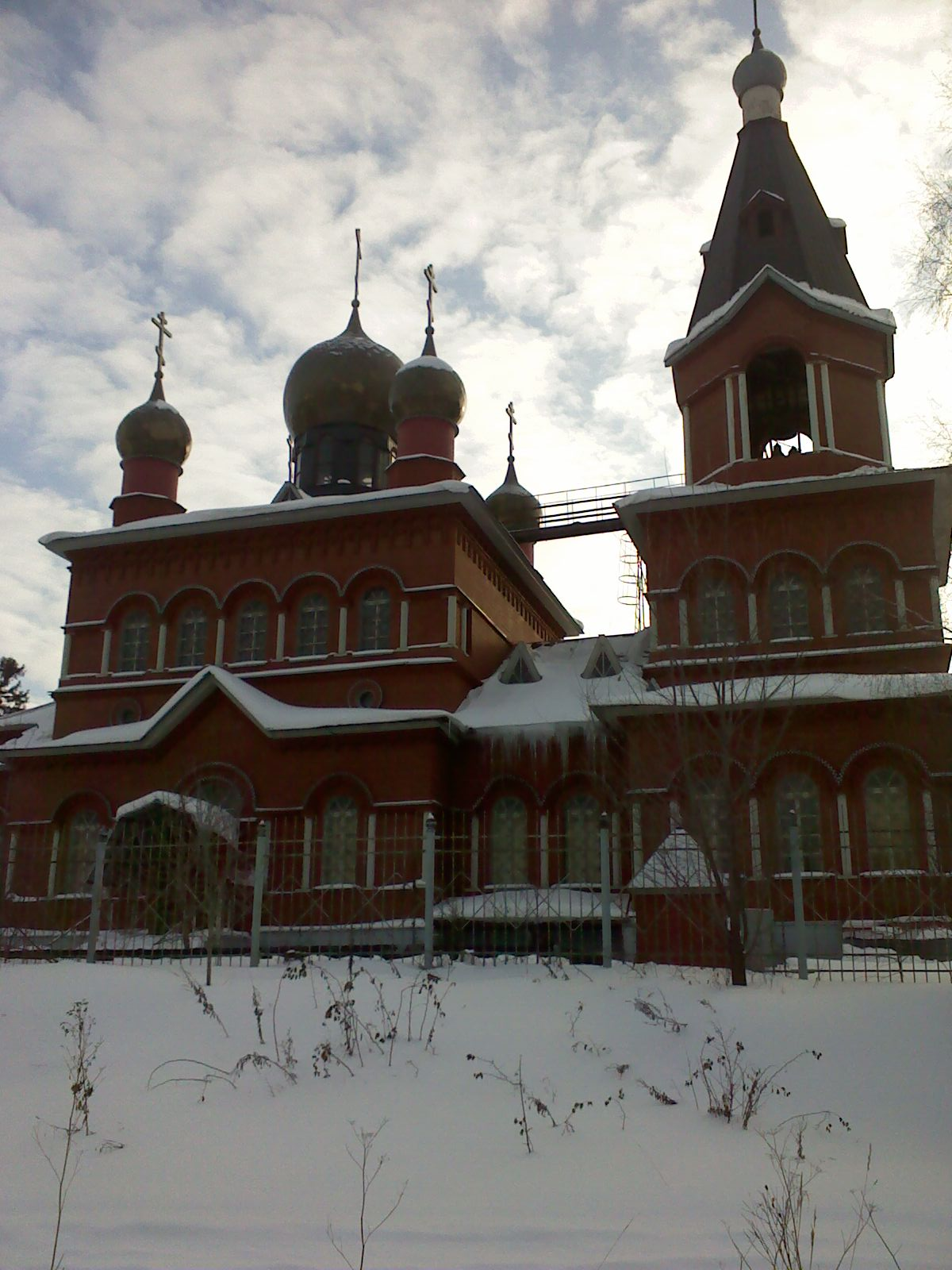
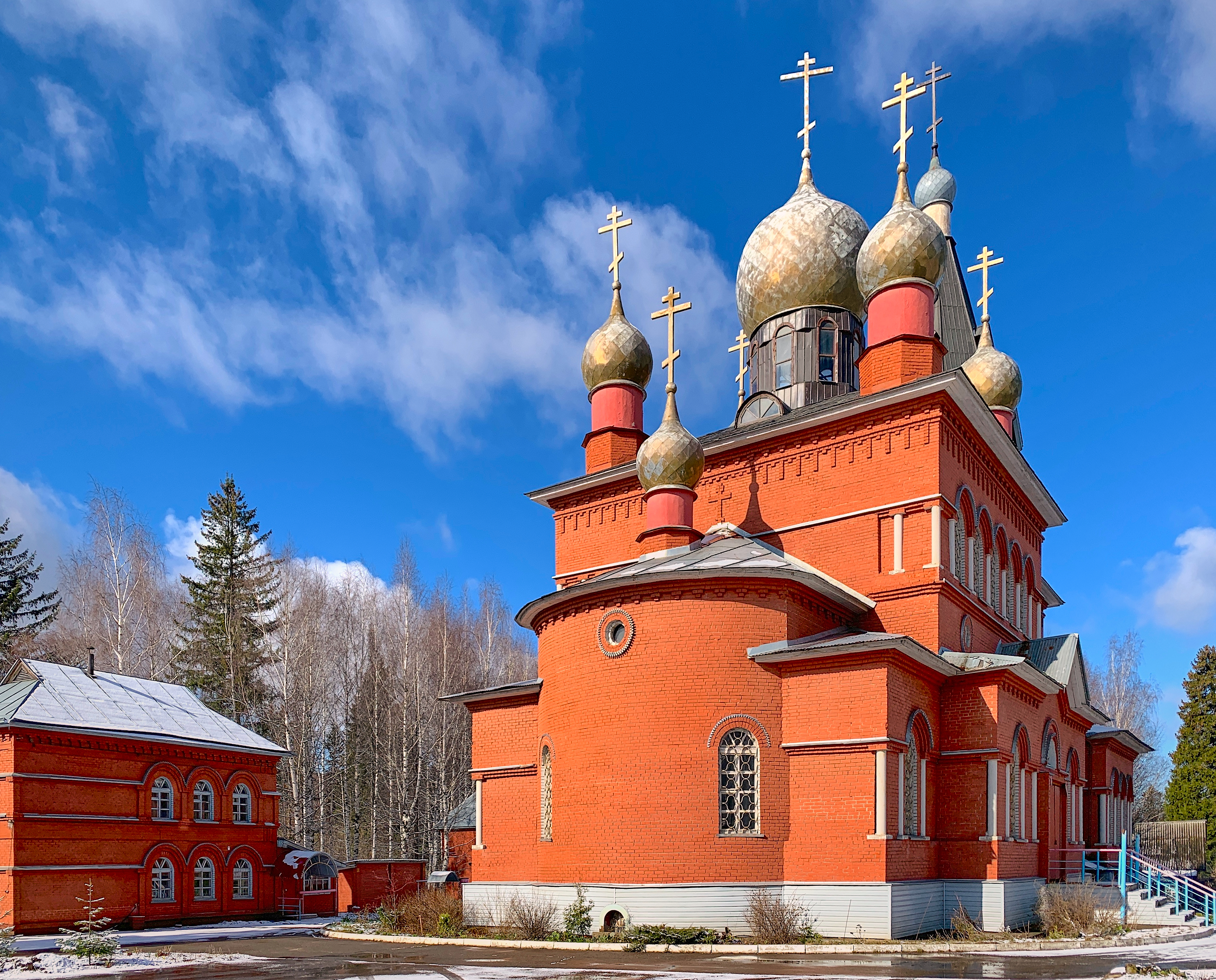
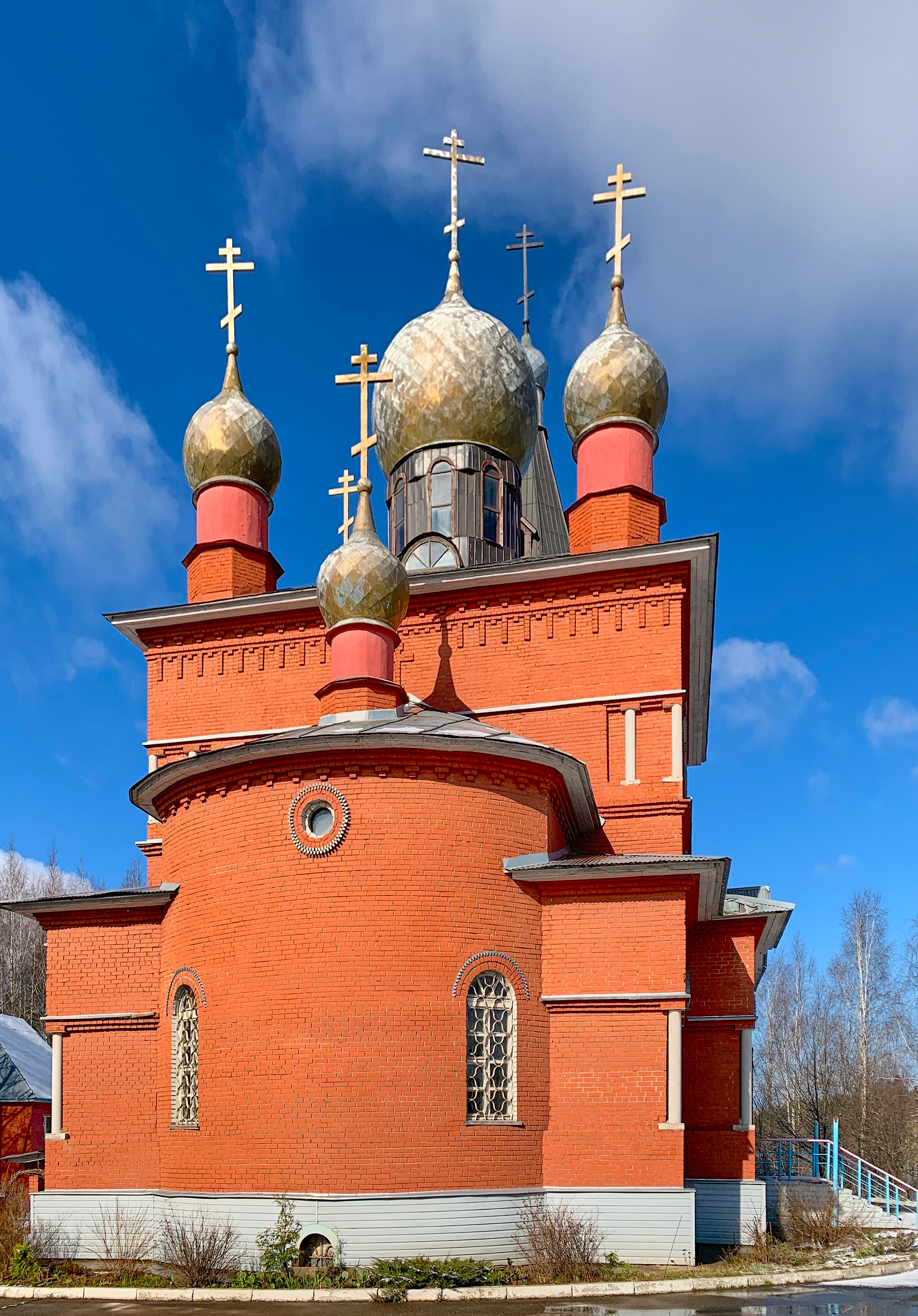
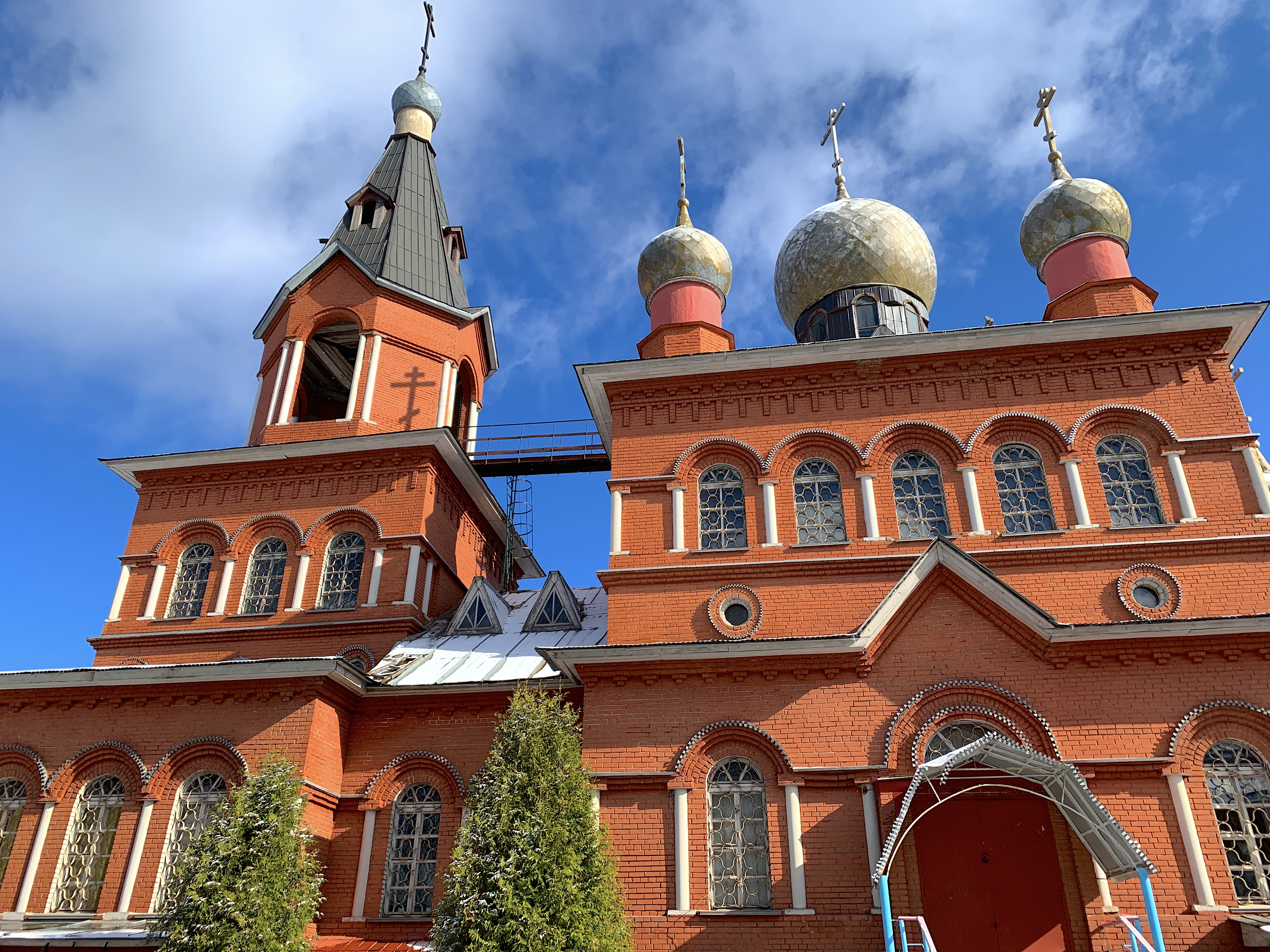
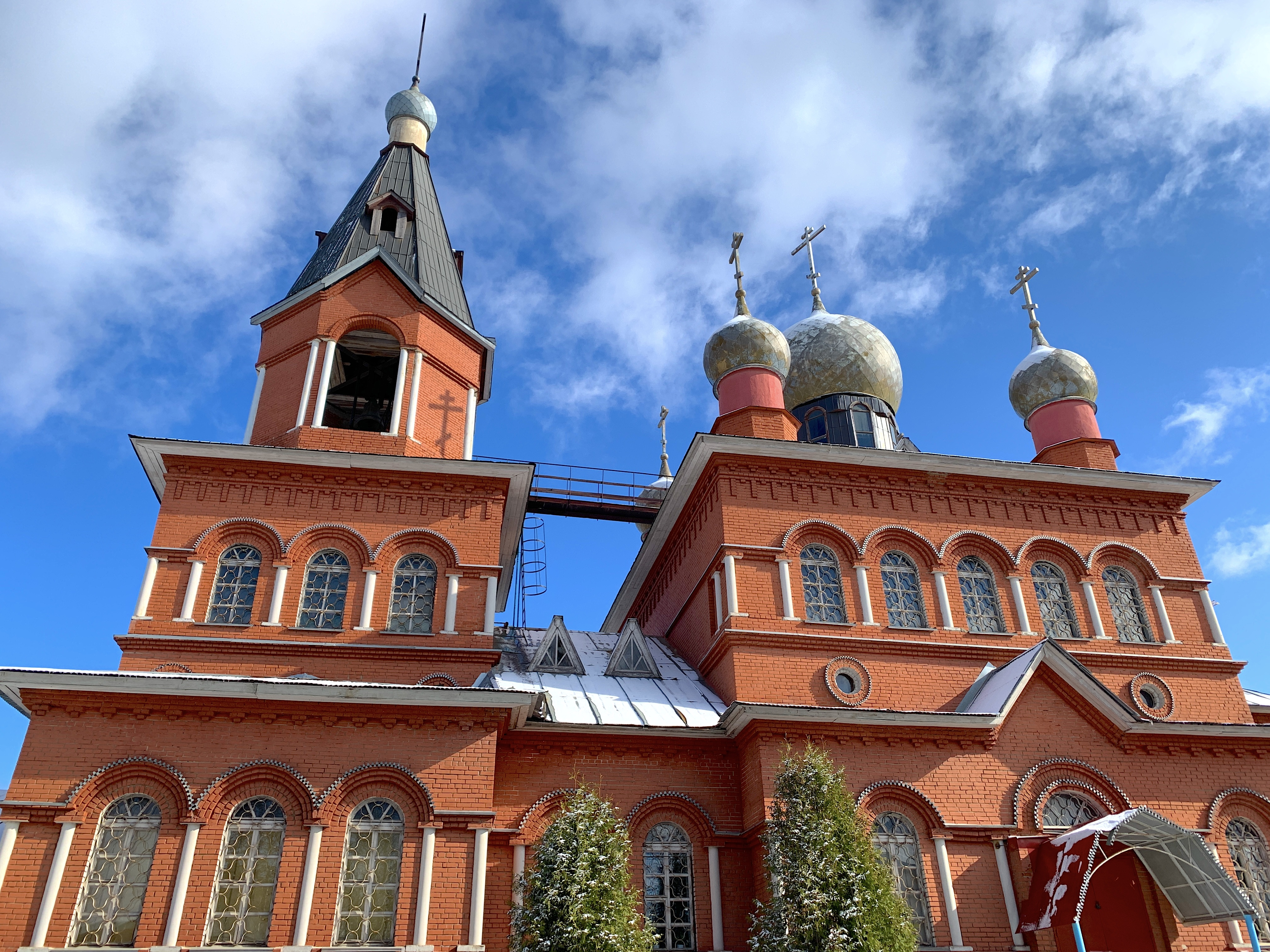
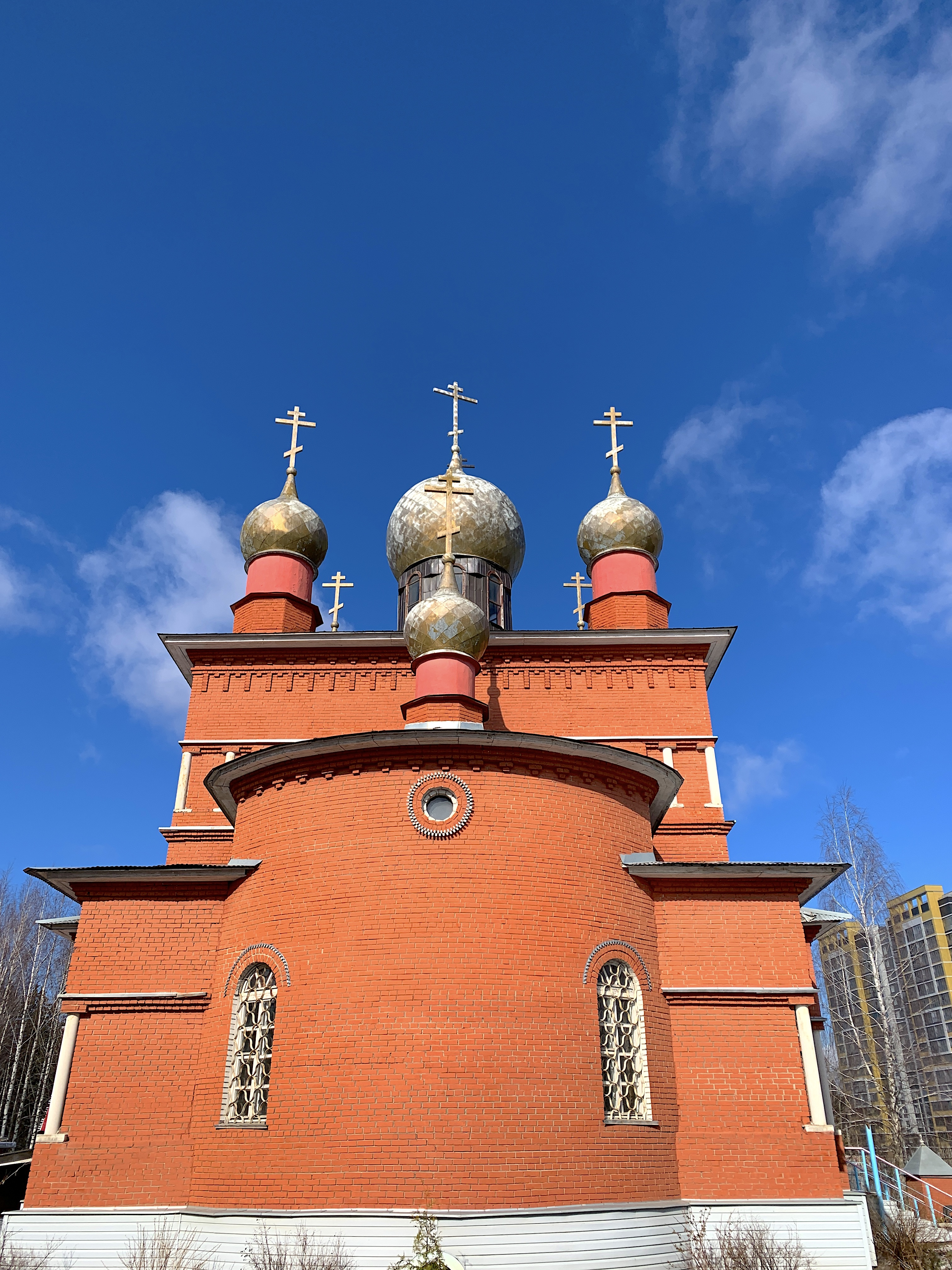
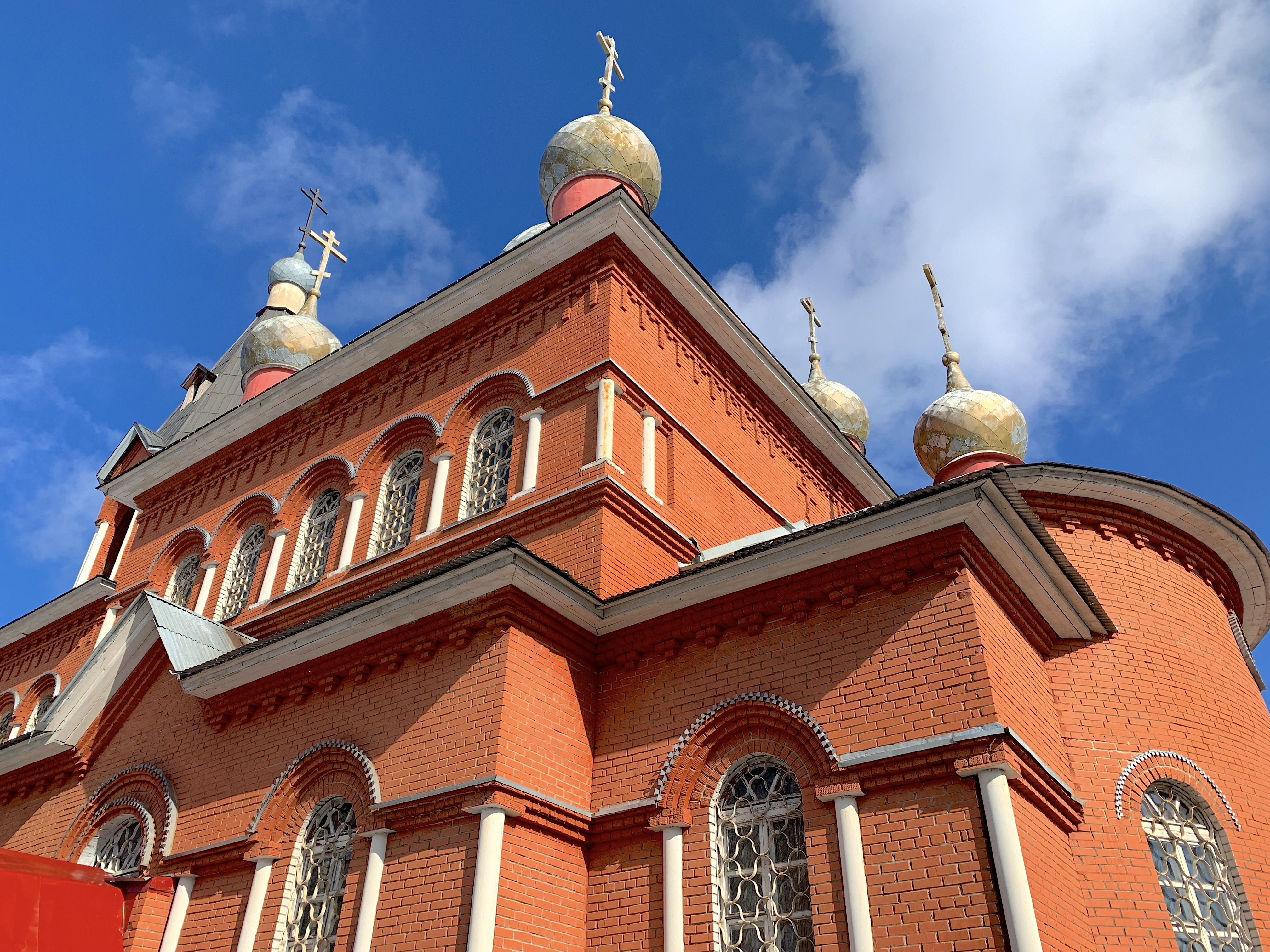